# هدى العطاس
هدى العطاس (مواليد - 1971) قاصة وكاتبة يمنية. ولدت في حضرموت. عرفت بقصصها القصيرة التي حصلت من خلالها على عدد من الجوائز منها جائزة العفيف في عام 1997. وجائزة الشارقة وتعتبر أفضل قاصة في استطلاع الصحافة اليمنة، ولقد نشرت مجموعتها الأولى (هاجس الروح وهاجس الجسد) في عدن عام 1995. ونشرت اربع مجاميع قصصية.
بالإضافة إلى قصصها القصيرة فإن هدى أيضا كاتبة منتظمة في الأعمدة والمقالات في الصحف اليمنية والعربية وكثير من مؤلفاتها تتركز على قضايا المرأة والقضايا الاجتماعية والتحليل السياسي. تدرس في كلية الاداب في جامعة عدن متخصصة في علم اجتماع الأدب. وفي عام 2001 انتخبت لمجلس إدارة اتحاد الكتاب اليمنيين. واعيد انتخابها في عام 2005 للدورة الجديدة
نشرت اعمالها القصصية في العديد من الصحف والمجلات العربية ولقد ترجمت أعمال هدى إلى اللغة الإيطالية والفرنسية والألمانية والروسية والإنجليزية والاسبانية، ونشرت في العديد من الدوريات والكتب الاجنبية المتعلقة بالقصة العربية منها في 2009 مقتطفات من الكتاب المعاصر اليمني بعنوان اليمن ديلو بيرل.
كما شاركت هدى في العديد من المؤتمرات وورش العمل الأدبية منها ورشة الجائزة العالمية للرواية (البوكر). وتكتب العطاس مقالات في عدد من الصحف الجنوبية ومن ابرزها صحيفة «عدن الغد» وصحيفة اليوم الثامن.